# Lucas Echeverría y Ugarte
Lucas Echeverría y Ugarte (1831-1891) fue un ingeniero español del siglo XIX nacido en el País Vasco y establecido en Barcelona.

## Biografía
Echeverría se graduó en Ciencias por la Universidad de Madrid en 1854. A partir de ese año fue profesor de química de la Escuela Industrial de Vergara (Guipúzcoa), hasta que en 1858 pasó a ser profesor de física aplicada. Al cerrarse la escuela de Vergara en septiembre de 1860, se trasladó a Barcelona, donde fue nombrado profesor de mecánica industrial de la Escuela industrial de Barcelona (hoy Universidad Politécnica de Cataluña), compatibilizando el puesto con el de profesor de mecánica racional en la Universidad de Barcelona. El 23 de agosto de 1891 fue nombrado director de la Escuela Industrial, cargo que no llegó a ejercer, ya que murió de repente unos días después del nombramiento. Echeverría fue miembro del Instituto Agrícola Catalán de San Isidro, de la Sociedad Económica Barcelonesa de Amigos del País y de la Real Academia de Ciencias y Artes de Barcelona, institución esta última que presidió entre 1878 y 1880. Fue pionero en la introducción en España de técnicas modernas de calefacción y ventilación de edificios.